# Nỗi lòng (tiểu thuyết)
Nỗi lòng (こゝろ Kokoro) là tên tiểu thuyết phát hành năm 1914 của nhà văn người Nhật, Natsume Sōseki, đồng thời cũng là tiểu thuyết nổi tiếng nhất của ông. Khi đăng định kỳ trên báo Asahi Shimbun, tiểu thuyết được đăng dưới tựa Nỗi lòng: Di thư của Tiên sinh (心　先生の遺書 Kokoro: Sensei no Isho). Song khi xuất bản dưới hình thức tiểu thuyết, tựa đề tác phẩm được rút ngắn lại chỉ còn Kokoro, và cách viết được chuyển từ việc dùng chữ Hán "tâm" (心) sang dùng hiragana (こゝろ, sau chiến tranh là こころ). Theo lời giới thiệu của dịch giả Đỗ Khánh Hoan trong ấn bản năm 1971, kokoro dịch theo kiểu trí thức là "tâm sự", còn dịch theo kiểu bình dân là "nỗi lòng".

## Sơ lược cốt truyện
Phần một - "Tiên sinh và tôi"
Lúc đó là cuối thời Minh Trị. Khi đến Kamakura vào kì nghỉ hè, nhân vật xưng "tôi" đã gặp và bắt đầu quen biết với "Tiên sinh". Sau khi trở về Tokyo, họ vẫn tiếp tục qua lại. Tiên sinh là một người sống khép kín, chỉ nói chuyện với vợ và người dẫn chuyện là chủ yếu và là người có nội tâm u uẩn. Vì vậy, ông giữ khoảng cách với tất cả mọi người. Hằng tuần ông đều thăm mộ một người bạn, và hiện tại từ chối nói cho "tôi" nghe bất cứ điều gì về cuộc đời trước đó của mình.
Phần hai - "Cha mẹ và tôi"
Sau khi tốt nghiệp đại học, "tôi" hồi hương và sống trong những ngày mà bệnh tình của cha mình đang ngày một trở nặng. Vì vậy mà "tôi" phải liên tục trì hoãn thời điểm về Tokyo. Thời gian này xảy ra xung đột sâu sắc giữa tư tưởng của hai vị song thân của "tôi" và nhân vật. Giữa lúc tình trạng người cha đang nguy kịch, "tôi" nhận được một lá thư rất dài từ Tiên sinh. "Tôi" sau đó bèn tức tốc lên tàu về Tokyo, trên đường đi đọc bức thư mà cũng là di thư của Tiên sinh.
Phần ba - "Tiên sinh và bức di thư"
Lá thư của Tiên sinh hé mở về quá khứ đã khiến ông thành ra ông ngày nay. Đó là sự dối lừa đến từ người thân và mối quan hệ trong quá khứ. Sau khi đã kể xong, ông đã bày tỏ nhân việc Thiên hoàng Meiji và tướng Nogi qua đời, ông đã có dũng khí để tự kết liễu.

## Phát hành
Nỗi lòng được phát hành dưới hình thức tiểu thuyết lần đầu năm 1914. Ở Việt Nam, Nỗi lòng được Đỗ Khánh Hoan và Nguyễn Tường Minh dịch sang tiếng Việt và phát hành thời Việt Nam Cộng hòa năm 1971 bởi nhà xuất bản Sông Thao, nằm trong chuỗi ấn phẩm giới thiệu văn học thế giới đến độc giả. Năm 2011, bản dịch của hai dịch giả trên được tái bản bởi Phương Nam Book và nhà xuất bản Hội nhà văn.

## Chuyển thể
Tại Nhật, tiểu thuyết đã được chuyển thể thành nhiều bộ phim, truyện tranh, hoạt hình và kịch sân khấu. Điển hình có bộ phim điện ảnh năm 1955 bởi Ichikawa Kon và hai tập phim đạo diễn bởi Miya Shigeyuki trong loạt anime Aoi Bungaku (Văn học xanh).